# Personal shopper

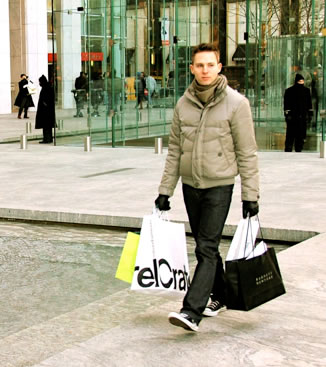
El personal shopper Kevin Eulaers en acción

El personal shopper (literalmente, «comprador personal» en inglés) es una persona que ayuda a sus clientes a elegir y comprar objetos de diverso tipo (decoración, regalos, etc.). El personal shopper puede acompañar a los clientes a las tiendas estableciendo rutas de compra personalizadas o comprar los objetos por su cuenta si el cliente no dispone del tiempo suficiente. En los últimos años,[¿cuándo?] desempeña también funciones de asesor o estilista para determinadas ocasiones. En la actualidad, el personal shopper se encarga de la imagen global del cliente.
Esta profesión nació en Nueva York en los años 80 para ayudar a aquellas personas a las que su apretada agenda les impedía realizar determinadas compras. Actualmente, se ha extendido a las principales ciudades del mundo occidental. Los clientes son por lo general personas acomodadas o que gravitan en torno al mundo de la moda o del espectáculo con poco tiempo a su disposición. También es habitual que las grandes boutiques y grandes almacenes pongan a disposición del cliente personal shoppers que les orientarán sobre las prendas a comprar en función.

## Características
Las principales características que debe poseer esta profesión son:
- Tener cultura
- Disponer de buenos modales
- Gusto refinado
- Confidencialidad y discreción
- Capacidad de escucha y diplomacia
- Formación en asesoramiento de imagen personal
- Formación y experiencia sobre patronaje y confección de prendas de vestir
- Saber relacionarse con personas.
- Conocer bien los comercios de la ciudad en los que se va a realizar la compra

Las funciones del personal shopper son:
- Estar siempre al tanto de las tendencias más actuales
- Identificar los deseos o necesidades del cliente
- Realizar un análisis de la morfología del cliente y colores personales, para hacer una correcta recomendación de peluquería, moda o maquillaje
- Gestionar las compras y contratación de servicios al mejor precio posible

Existen agencias de personal shopper en las que poder apoyarse para obtener un servicio de calidad e incluso se pueden realizar cursos de especialización para comenzar esta profesión.

## Personal shopper on line
El trabajo de un personal shopper on line consiste en buscar objetos en internet de acuerdo a los requerimientos de su cliente. Ya sea por falta de tiempo o conocimiento sobre lo que desea comprar. Se puede solicitar una compra en el país donde reside o en el exterior. Un comprador personal en línea es típicamente independiente sin embargo algunos son empleados por sitios web imparciales que ofrecen consejo de compras en línea. Los servicios personales en línea comienzan típicamente con una petición o una pregunta del cliente sobre el artículo, el producto o el servicio que están buscando. Por lo general, requieren a los clientes pagar por la información proporcionada. Después de que el comprador personal en línea haya localizado el artículo o los artículos según las necesidades del cliente, lo notifican al cliente que finalmente será el beneficiado.

## Personal shopper y asesor de imagen
Los personal shopper profesionales, por su formación, deben tener conocimientos sobre estética y tendencias, por lo que es habitual que complementen la labor de compras con un asesoramiento sobre la imagen realizando una labor de consultoría sobre el peinado, postura, color y otros aspectos. Hay muchas empresas que combinan ambas labores, la de personal shopper y asesor de imagen.

## Personal shopper tecnológico
Su trabajo consiste en analizar las necesidades profesionales (agenda, tareas, correos, teléfonos inteligentes, portátiles, etc.) o personales (ordenadores para juegos, televisiones, reproductores de música, etc.)  de sus clientes en cuanto a tecnología y asesorarles en las compras tanto de hardware como de software su realización.

## Personal shopper inmobiliario
Es un asesor inmobiliario que conoce  las necesidades y motivaciones de su cliente, comprador o inversor, y lo acompaña de una forma integral en la adquisición de cualquier activo inmobiliario. También conocido como PSI, se encarga de la búsqueda del inmueble que se ajusta a las necesidades de su cliente, asegurando una compra fácil, segura y cómoda. El personal shopper inmobiliario ofrece una gran ayuda para aquellos clientes que desean comprar un activo inmobiliario fuera de su país, de este modo se convierte en sus ojos allí donde desea comprar, y además le ofrece un asesoramiento completo, no solo por elegir el inmueble que más se ajuste a sus necesidades y al mejor precio sino por ayudar en la obtención de toda la documentación necesaria para la compra de dicho inmueble. El origen de esta nueva figura comercial nace en EE. UU. con los agentes denominados Exclusive Buyer Agent.
Sus servicios se caracterizan por realizar una entrevista para conocer las motivaciones y necesidades de su cliente, visitar por él las viviendas seleccionadas, elaborar los informes de esos inmuebles, y acompañarlo de una forma integral en la adquisición de cualquier activo inmobiliario. El personal shopper inmobiliario ofrece una gran ayuda para aquellos clientes que desean comprar un activo inmobiliario fuera de su país, de este modo se convierte en sus ojos allí donde desea comprar, y además le ofrece un asesoramiento completo, no solo por elegir el inmueble que más se ajuste a sus necesidades y al mejor precio sino por ayudar en la obtención de toda la documentación necesaria para la compra de dicho inmueble. Según Enric Jiménez, presidente y fundador de la Asociación Española de Personal Shopper Inmobiliario (AEPSI), “un personal shopper inmobiliario puede conseguir una reducción en el precio de una venta o alquiler de entre un 5% y un 12%“, lo que trae consigo que compradores e inversores lo vean como una opción ventajosa para comprar o alquilar una vivienda.
El origen de esta nueva figura comercial nace en EE. UU. con los agentes denominados Exclusive Buyer Agent.
En el año 2017 este modelo de negocio, también conocido como "comprador personal inmobiliario", se implementó en Chile, para competir con los corredores de propiedades tradicionales y satisfacer las necesidades de las personas y empresas que quieren comprar inmuebles para inversión y uso propio. En 2018 se creó la primera franquicia de personal shopper Inmobiliarios en España a nivel nacional a través de una joint venture entre dos empresas líderes del sector.
En relación con el tiempo que los clientes, se calcula que pueden ahorrar el 70% de las visitas que harían con una corredora de propiedades tradicional. Los PSI buscan además entre toda la oferta del mercado inmobiliario, entregando informes técnicos, financieros y legales. Respecto a los conflictos de intereses, los clientes se podrían ahorrar estos problemas ya que el comprador personal inmobiliario está posicionado única- y exclusivamente a favor del comprador.